# Coda (àlbum)
Coda és el novè i últim àlbum d'estudi de la banda de rock anglesa Led Zeppelin. Fou publicat el 1982, dos anys després de la dissolució de la banda a causa de la mort del bateria John Bonham. L'àlbum agrupa un seguit de pistes inèdites i inutilitzades enregistrades al llarg dels dotze anys de carrera de Led Zeppelin. El títol de l'àlbum prové del terme musical coda (el passatge final d'un moviment), en referència al fet que és el seu disc final.

## Llista de pistes
| 1. | «We're Gonna Groove» (directe el 9 de gener de 1970 a Londres) (editat, remescla amb overdubs de guitarra, eliminació de l'audiència) | James A. Bethea, Ben E. King | 2:38 |
| 2. | «Poor Tom» (Led Zeppelin III) | Jimmy Page, Robert Plant     | 2:59 |
| 3. | «I Can't Quit You Baby» (versió d'Otis Rush) (directe el 9 de gener de 1970 a Londres) (editat)                                       | Willie Dixon                 | 4:14 |
| 4. | «Walter's Walk» (Houses of the Holy, possiblement amb overdubs posteriors)                                                            | Page, Plant                  | 4:26 |

| 5. | «Ozone Baby» (In Through the Out Door)          | Page, Plant                               | 3:25 |
| 6. | «Darlene» (In Through the Out Door)             | John Bonham, John Paul Jones, Page, Plant | 5:06 |
| 7. | «Bonzo's Montreux»                              | Bonham                                    | 4:16 |
| 8. | «Wearing and Tearing» (In Through the Out Door) | Page, Plant                               | 5:26 |

| 9.  | «Baby Come On Home» (enregistrada el 1968, aparegué a Boxed Set 2 el 1993)                                                              | Bert Berns, Page, Plant     | 4:30 |
| 10. | «Travelling Riverside Blues» (enregistrada en directe el 24 de juny de 1969 a Londres, aparegué a Led Zeppelin Boxed Set el 1990)       | Robert Johnson, Page, Plant | 5:11 |
| 11. | «White Summer/Black Mountain Side» (enregistrada en directe el 27 de juny de 1969 a Londres, aparegué a Led Zeppelin Boxed Set el 1990) | Page                        | 8:01 |
| 12. | «Hey, Hey, What Can I Do» (enregistrada el 1970, cara B del senzill «Immigrant Song» de 1970)                                           | Bonham, Jones, Page, Plant  | 3:55 |

### Discs de bonificació de l'edició deluxe
| 1. | «We're Gonna Groove» (Alternate Mix)                             | Bethea, King                               | 2:40 |
| 2. | «If It Keeps On Raining» («When the Levee Breaks») (Mescla Vaga) | Bonham, Jones, Memphis Minnie, Page, Plant | 4:14 |
| 3. | «Bonzo's Montreux» (Mescla a Mig Fer)                            | Bonham                                     | 4:59 |
| 4. | «Baby Come On Home»                                              | Berns, Page, Plant                         | 4:29 |
| 5. | «Sugar Mama» (Mescla)                                            |                                            | 2:50 |
| 6. | «Poor Tom» (Mescla Instrumental)                                 | Page, Plant                                | 2:17 |
| 7. | «Travelling Riverside Blues» (BBC Session)                       | Johnson, Page, Plant                       | 5:11 |
| 8. | «Hey, Hey, What Can I Do»                                        | Bonham, Jones, Page, Plant                 | 3:55 |

| 1. | «Four Hands» («Four Sticks») (Orquestra de Bombai)          | Page, Plant        | 4:44 |
| 2. | «Friends» (Orquestra de Bombai)                             | Page, Plant        | 4:27 |
| 3. | «St. Tristan's Sword» (Mescla Vaga)                         |                    | 5:41 |
| 4. | «Desire» («The Wanton Song») (Mescla Vaga)                  | Page, Plant        | 4:09 |
| 5. | «Bring It On Home» (Mescla Vaga)                            | Dixon              | 2:32 |
| 6. | «Walter's Walk» (Mescla Vaga)                               | Page, Plant        | 3:19 |
| 7. | «Everybody Makes It Through» («In the Light») (Mescla Vaga) | Jones, Page, Plant | 8:33 |

## Personal
Led Zeppelin
- John Bonham – bateria, percussió
- John Paul Jones – baix elèctric, piano, teclats
- Jimmy Page – guitarres acústica i elèctrica, procediments electrònics, producció
- Robert Plant – veu, harmònica

Producció
- Barry Diament – masterització (Compact Disc original de 1988)
- Stuart Epps, Andy Johns, Eddie Kramer, Vic Maile, Leif Masses i John Timperley – enginyeria de so
- Peter Grant – producció executiva
- George Marino – remasterització (disc compacte)